# Менандр (Сазонтьев)
Епи́скоп Мена́ндр (в миру Пётр Влади́мирович Созонтьев или Сазонтьев; 1 (13) января 1854, село Бурлей, Змиевский уезд, Харьковская губерния — 4 (17) октября 1907, Старая Русса) — епископ Русской православной церкви, епископ Балтский, викарий Полтавской епархии.

## Биография
Окончил Харьковскую духовную семинарию первым студентом, с награждением за отличные успехи «голицинской» серебряной медалью, и в том году послан был на казенный счет в Московскую духовную академию.
В 1881 году окончил Московскую духовную академию кандидатом богословия и выдержал устное испытание для получения степени магистра богословия.
В том же году назначен преподавателем преподавателем философии, педагогики в Таврической духовной семинарии.
Как одного из даровитейших своих воспитанников, Московская академия имела его в виду для замещения профессорской кафедры. Через три года он получил от совета академий предложение занять освободившееся место преподавателя в академии, но он отказался от этого почетного предложения.
16 февраля 1885 года принял монашество и 10 апреля 1885 года назначен инспектором Кишинёвской духовной семинарии.
C 26 января 1890 года — ректор Костромской духовной семинарии и архимандрит Богородицкого Игрицкого монастыря. Здесь состоял также редактором епархиальных ведомостей.
С 3 июля 1890 года — пожизненный член Костромского Фёдоровско-Сергиевского братства.
С 11 июня 1891 — 1 января 1897 года — действительный член Костромской губернской учёной архивной комиссии.
22 декабря 1896 года Высочайше назначен епископом Прилукским, викарием Полтавской епархии. Хиротонисан 26 января 1897 года в Санкт-Петербурге, в Троицком соборе Александро-Невской лавры. Прибыл в Полтаву 11 февраля 1897 года.
С 24 мая 1897 года — епископ Балтский, викарий Полтавской епархии.
10 марта 1902 года уволен на покой, согласно прошению, с назначением жить в Большом Тихвинскомий монастыре Новгородской епархии.
Скончался 4 октября 1907 года в Старорусском Преображенском монастыре.

## Сочинения
- Святейших патриархов католической восточной церкви послание о православной вере. Пер. с нем. яз. Кострома. 1894;
- Наставление, сказанное воспитанникам Костромской духовной семинарии на молебне пред началом учения, 26 августа 1894 г. // Костромские епархиальные ведомости. — 1894. — № 18. — Ч. н. — С. 361—364.